# 1938 Lausanna
1938 Lausanna è un asteroide della fascia principale. Scoperto nel 1974, presenta un'orbita caratterizzata da un semiasse maggiore pari a 2,2366656 UA e da un'eccentricità di 0,1596640, inclinata di 3,33430° rispetto all'eclittica.
L'asteroide è dedicato alla città svizzera di Losanna.